# Destiny (エレファントカシマシの曲)
「Destiny」（デスティニー）は、エレファントカシマシの46枚目のシングルである。

## 概要
前作より約半年ぶりにリリースされた。初回限定盤、通常盤の2種類がリリースされた。初回限定盤はDVD付き2枚組である。

## 収録曲
1. Destiny
（作詞：宮本浩次 /作曲・ 編曲：宮本浩次 & 亀田誠治 / ストリングスアレンジ：亀田誠治）
TBS系月曜ミステリーシアター『ホワイト・ラボ〜警視庁特別科学捜査班〜』主題歌。
2. 明日を行け
（作詞・作曲・編曲：宮本浩次）
3. Destiny (Instrumental)
4. 明日を行け (Instrumental)

### 初回限定盤付属DVD
1. Destiny -Music Video-
2. Destiny -メイキング-
3. 明日を行け レコーディングドキュメント
  - エレファントカシマシの制作現場にカメラが密着するのは『扉』以来約10年ぶりであった。